# Brownea grandiceps
Brownea grandiceps är en ärtväxtart som beskrevs av Nikolaus Joseph von Jacquin. Brownea grandiceps ingår i släktet Brownea och familjen ärtväxter. Inga underarter finns listade i Catalogue of Life.

## Bildgalleri

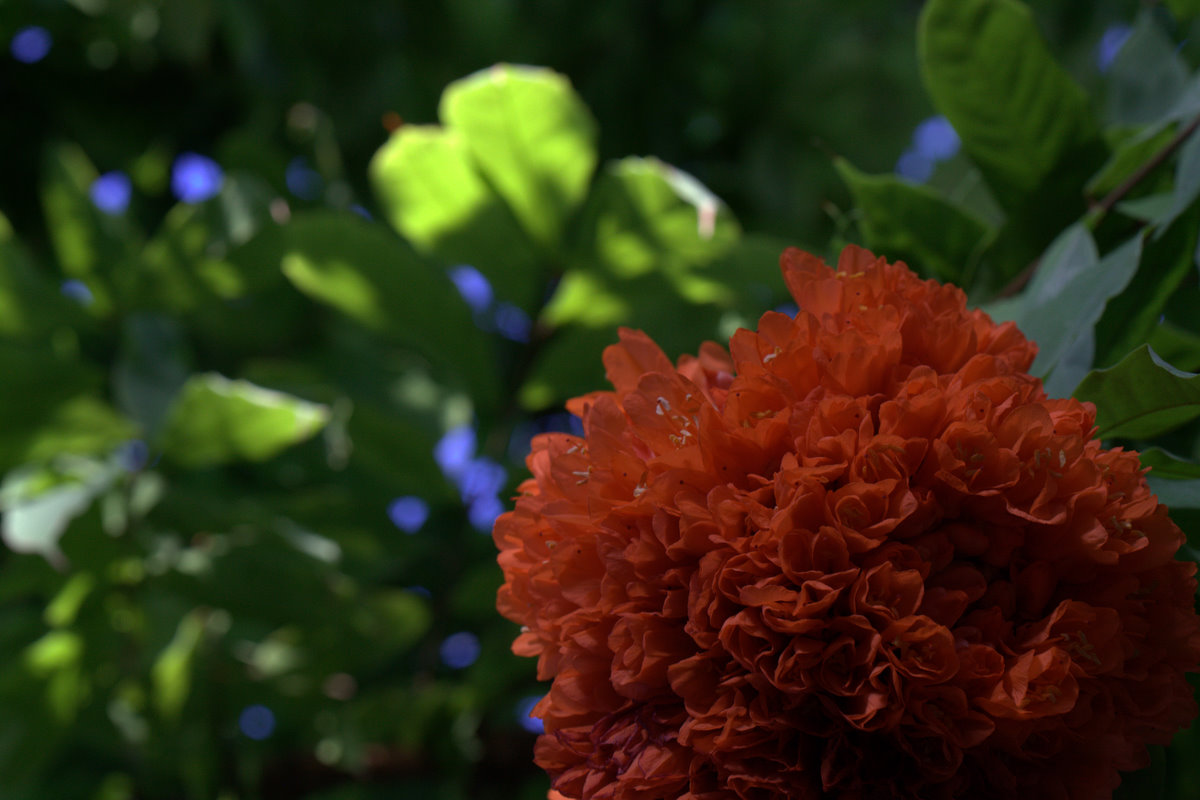
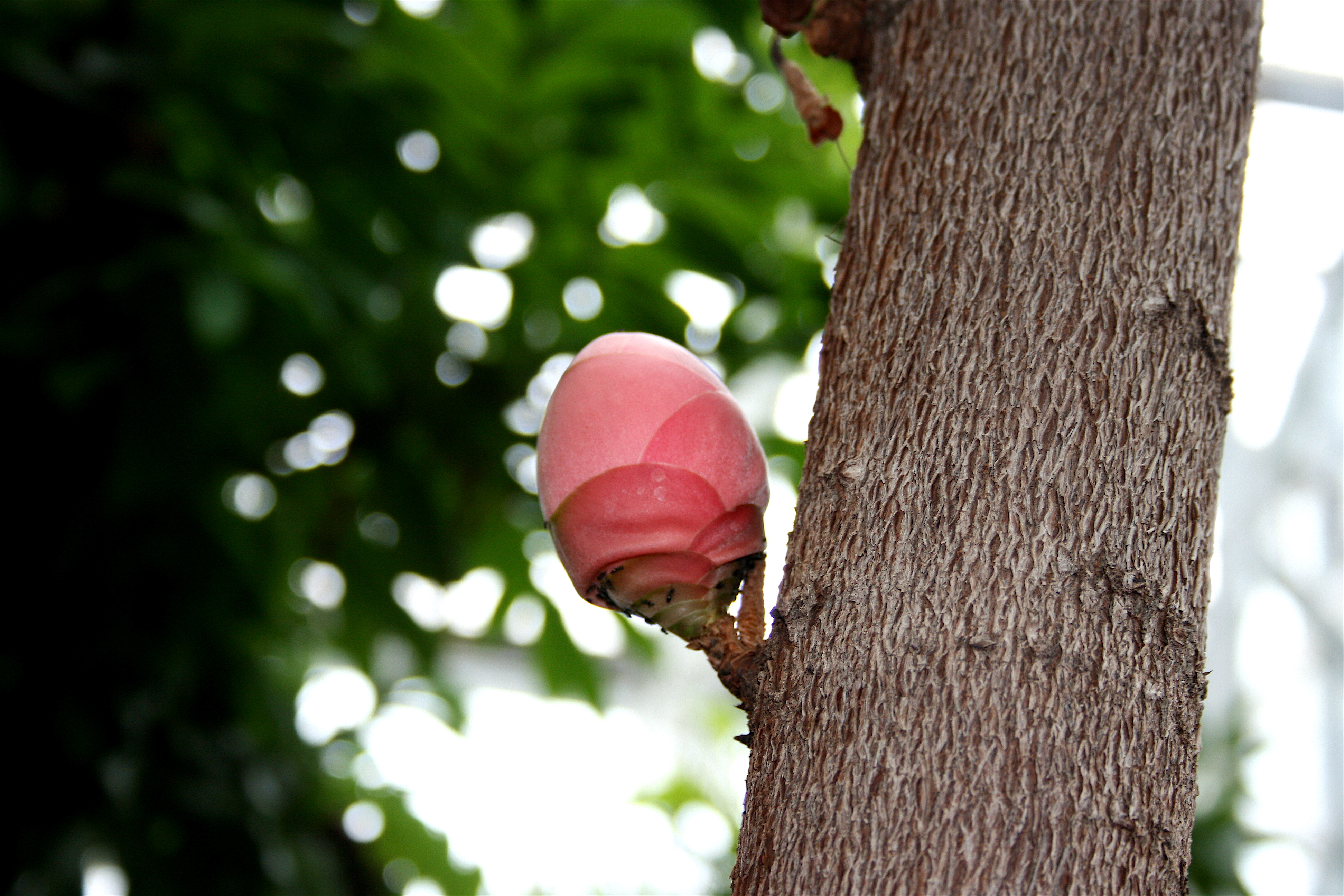
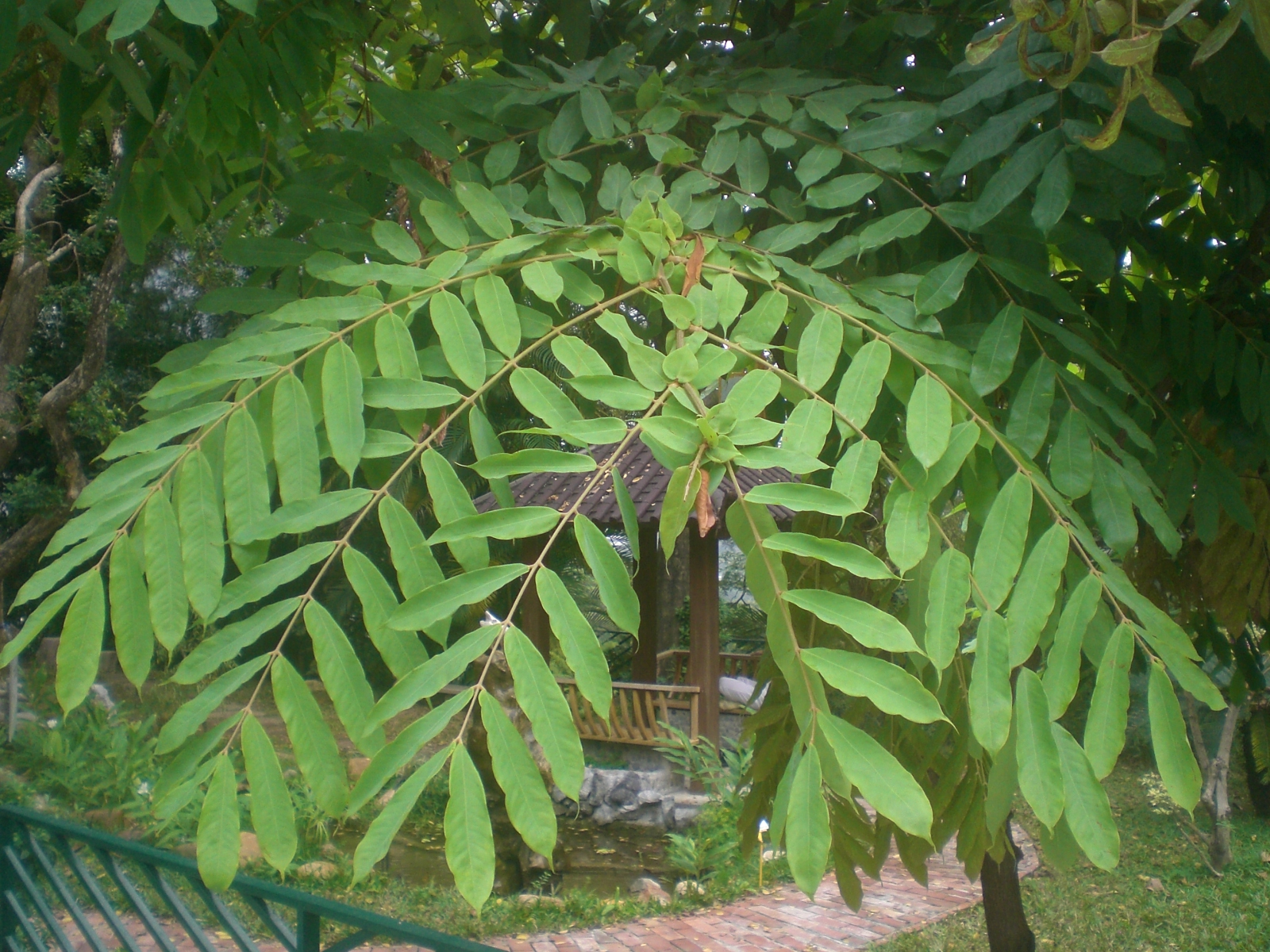
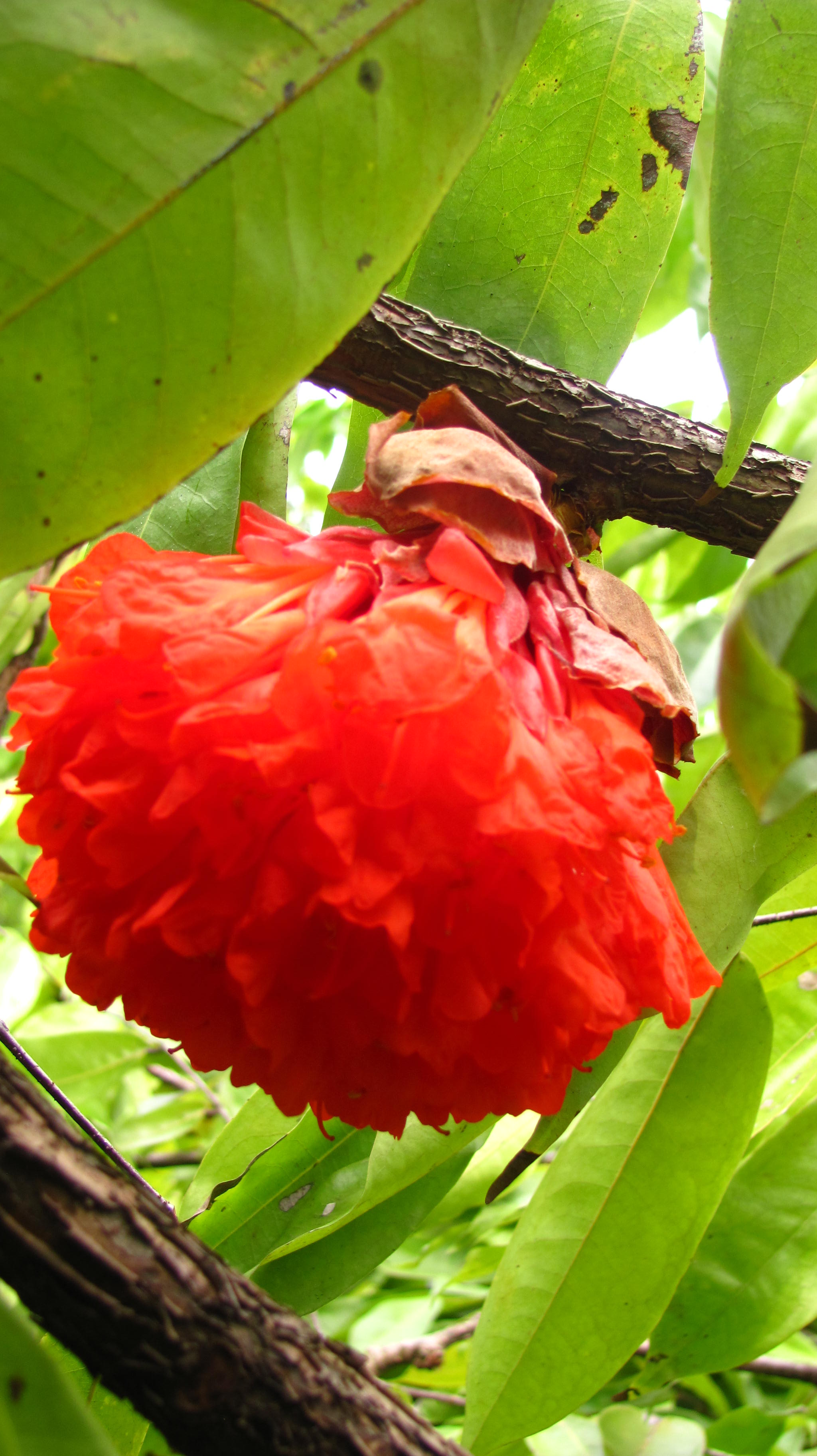
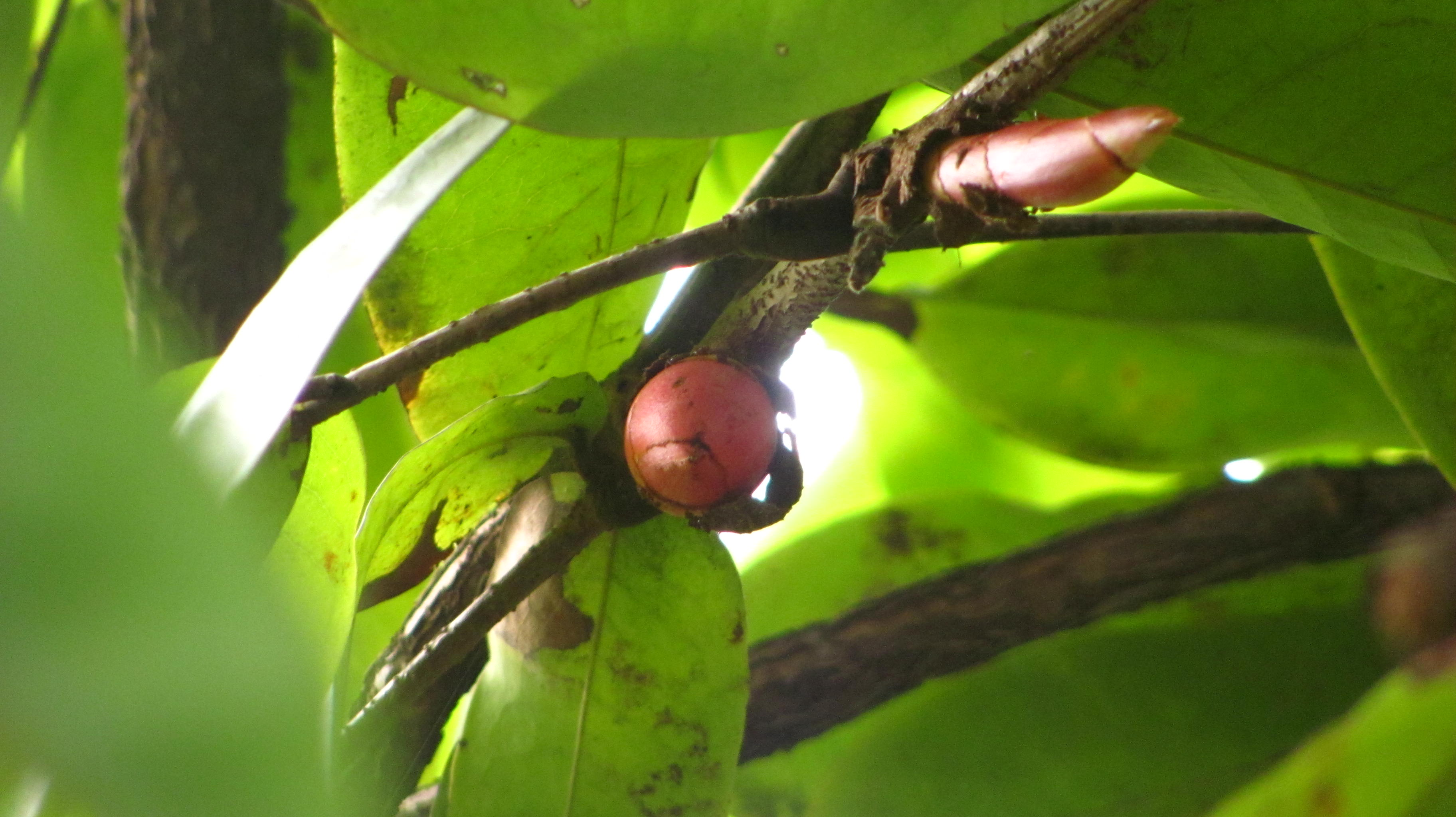
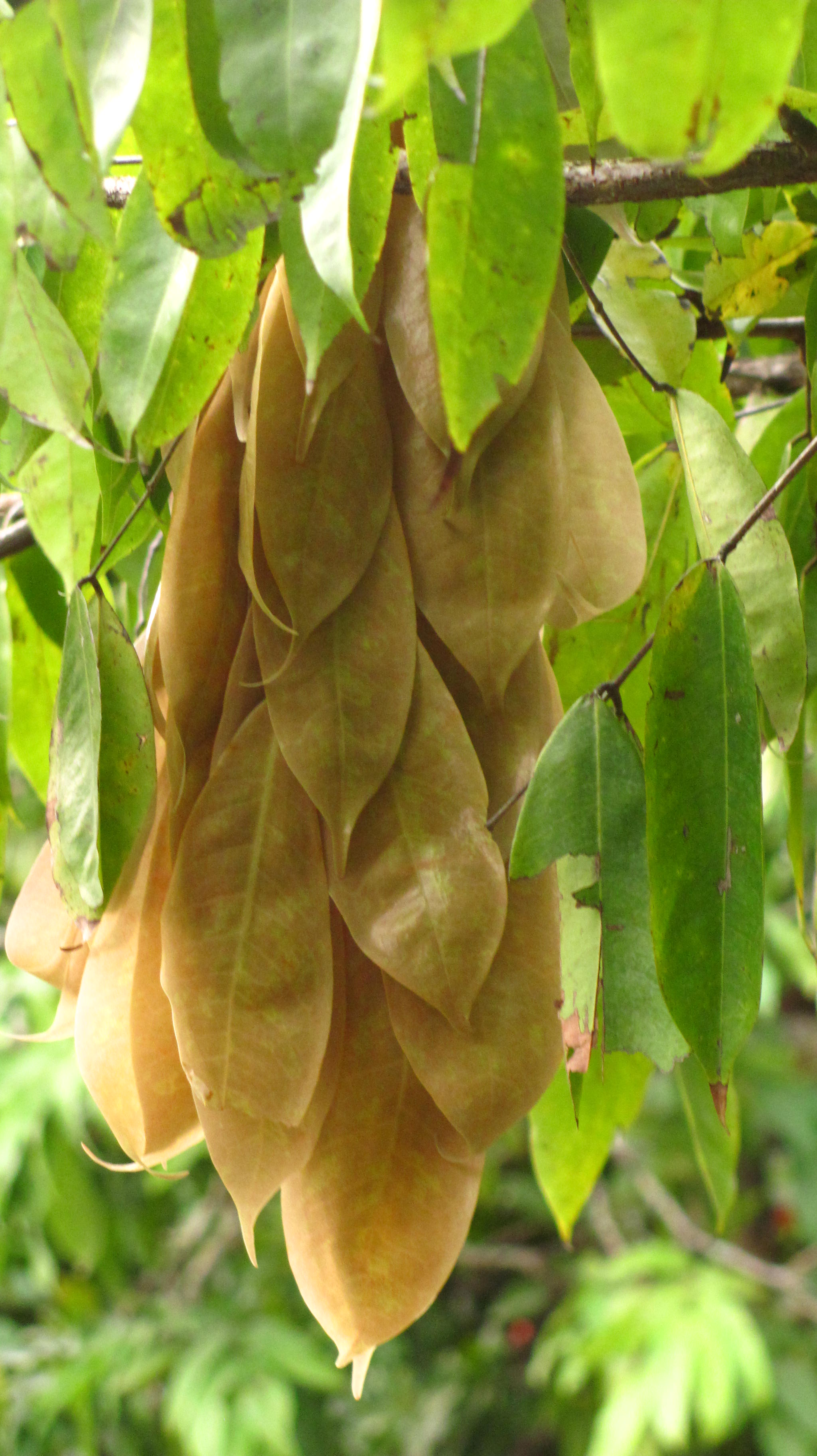